# Valga (Pontevedra)
Pour les articles homonymes, voir Valga (homonymie).
Valga est un consello (commune) de la province de Pontevedra en Espagne située dans la communauté autonome de Galice.
Le chef-lieu du consello se nomme Ponte Valga.

## Personnalités remarquables
- Agustina Otero Iglesias, connue comme Caroline Otero dite « La Belle Otero », devenue demi-mondaine en France, est née à Ponte Valga[1] le 4 novembre 1868[2]. Un odonyme local (Avenida de la Bella Otero[3]) rappelle cet événement.